# Оберлаа (станція метро)
48°08′32″ пн. ш. 16°24′00″ сх. д. / 48.1423° пн. ш. 16.4° сх. д.
«Оберлаа» (нім. Oberlaa) — станція Віденського метрополітену, кінцева станція лінії U1, розміщена після станції «Нойлаа». Відкрита 2 вересня 2017 року в складі дільниці «Ройманн-плац» — «Оберлаа». Названа за місцевістю, в якій розташована.
Розташована в 10-му районі Відня (Фаворитен) на перетині Лааер-Берг-штрасе і залізниці Донаулендебан, неподалік від залізничного вокзалу Відень-Оберлаа. Має виходи до Therme Wien (Курбад-штрасе), Бригітте-Ноймайстер-плацу, вулиць Ан-дер-Кутрифт і Лааер-Берг-штрасе.